# Pascal Arimont
Pascal Arimont, né le 25 septembre 1974 à Malmedy, est un homme politique belge germanophone, membre du Christlich Soziale Partei. Il est député européen depuis 2014.

## Biographie
Licencié en philologie classique de l'université de Liège et en droit de l'université catholique de Louvain, Pascal Arimond obtient ensuite une maîtrise en études européennes de l'université technique de Rhénanie-Westphalie à Aix-la-Chapelle et est candidat en droit de la Vrije Universiteit Brussel.
De 1998 à 2002, il est assistant parlementaire de Mathieu Grosch au Parlement européen. Il est conseiller de la province de Liège de 2006 à 2009 puis membre du Parlement de la Communauté germanophone de Belgique de 2009 à 2014.
Il est élu en 2014 au Parlement européen, puis réélu en 2019 et en 2024.